# Howard City
Howard City – wieś w Stanach Zjednoczonych, w stanie Nebraska, w hrabstwie Howard.